# Rataje nad Sázavou
Rataje nad Sázavou là một chợ huyện thuộc huyện Kutná Hora, vùng Středočeský, Cộng hòa Séc.